# Jérôme Weibel
Pour les articles homonymes, voir Weibel.
Jérôme Weibel, né le 5 décembre 1976, est un escrimeur et un journaliste sportif français.

## Carrière
Il est médaillé d'argent en fleuret par équipes aux Championnats d'Europe d'escrime 1999 à Bolzano et aux Championnats d'Europe d'escrime 2002 à Moscou.
Il est sacré champion de France de fleuret individuel en 2002.
Jérôme Weibel est également journaliste ; il a notamment travaillé sur la chaîne Infosport.